# کارکنان (فیلم ۱۹۴۲)
«کارکنان» (انگلیسی: Manpower (1942 film)) یک فیلم کوتاه پروپاگاندا است که در سال ۱۹۴۲ منتشر شد.